# Damm 20 (Quedlinburg)

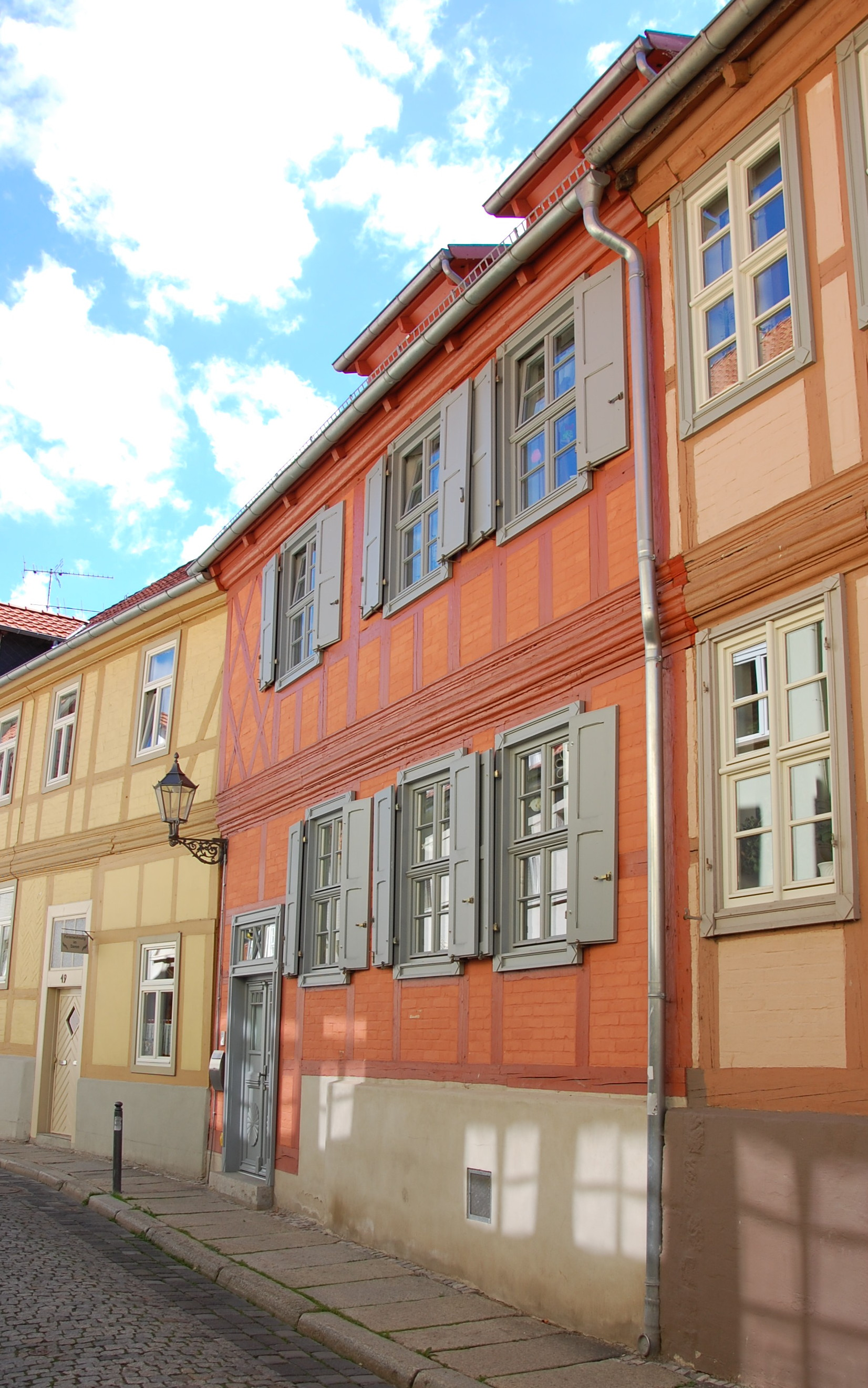
Haus Damm 20

Das Haus Damm 20 ist ein denkmalgeschütztes Gebäude in der Stadt Quedlinburg in Sachsen-Anhalt.

## Lage
Es befindet sich im nördlichen Teil der Straße Damm und gehört zum UNESCO-Weltkulturerbe. Im Quedlinburger Denkmalverzeichnis ist es als Wohnhaus eingetragen. Südlich grenzt das gleichfalls denkmalgeschützte Haus Damm 19, nördlich das Haus Damm 21 an.

## Architektur und Geschichte
Das zweigeschossige Fachwerkhaus entstand um 1740. Die Fachwerkfassade ist mit einer Profilbohle und Rautenkreuzen versehen. Die Haustür stammt aus der Zeit um 1830.